# 리비아 아랍 자마히리야
대사회주의 인민 리비아 아랍 자마히리야(아랍어: الجماهيرية العربية الليبية الشعبية الإشتراكية, Al-Jamāhīriyyah al-ʿArabiyyah al-Lībiyyah aš-Šaʿbiyyah al-Ištirākiyyah 알자마히리야 알아라비야 알리비야 앗사비야 알이스티라키야[*], 문화어: 대리비아아랍사회주의인민공동체) 또는 리비아 아랍 자마히리야(아랍어: الجماهيرية العربية الليبية, Al-Jamāhīriyyah al-ʿArabiyyah al-Lībiyyah 알자마히리야 알아라비야 알리비야[*])는 1977년부터 2011년까지 현재의 리비아에 존재했던 나라이다. 수도는 트리폴리였다. 2011년에 일어난 리비아 내전 당시에 무아마르 카다피가 피살당하면서 멸망하고 말았다.

## 국명
국명을 1986년까지 사회주의 인민 리비아 아랍 자마히리야(아랍어: الجماهيرية العربية الليبية الشعبية الإشتراكية, Al-Jamāhīriyyah al-ʿArabiyyah al-Lībiyyah aš-Šaʿbiyyah al-Ištirākiyyah)라고 하였다가, 1986년 이래로 대사회주의 인민 리비아 아랍 자마히리야라고 하였다. 카다피 정권은 리비아 아랍 공화국(아랍어: الجمهورية العربية الليبية, Al-Ǧumhūriyya al-ʿArabiyya al-Lībiyya)으로도 알려져 있다.

## 역사

### 쿠데타
1969년 9월 1일 무아마르 알 카다피 육군 중장이 동료 장교들과 함께 수도 트리폴리를 공격하면서 기습적으로 쿠데타를 감행했다. 당시 신병 치료를 위해 터키에 체류 중이던 국왕 이드리스 1세는 객지에서 그대로 퇴위당해 터키로 망명했고 국가의 중추기관도 유혈 사태 없이 간단히 제압하는 데 성공하였다.
무혈 쿠데타를 통해 정권을 잡은 카다피는 쿠데타 직후에 군 총사령관에 올랐고 이집트의 가말 압델 나세르를 흉내내어 대령으로 승격했다. 그 해 11월에 잠정 헌법을 공포한 이후 신생 리비아 공화국의 최고 정치 기구인 혁명지도평의회의 의장에 취임했다. 쿠데타 이후 리비아는 왕조가 교체되어 왕정에서 공화정으로 바뀌었다.
1969년 9월 1일 리비아 비상 혁명위원회를 설치하고 비상혁명위원장이 되면서 카다피는 총리와 국방장관과 국가평의회 의장(의회 의장)과 국가 원수를 모두 겸직한다. 비상 혁명위원회는 1977년 3월 2일까지 존속시킨 뒤 해산했다.

### 리비아 아랍 공화국
1969년 9월 1일 무아마르 알 카다피는 리비아 아랍 공화국의 수립을 선언했다. 1972년에는 리비아가 이집트, 시리아와 함께 아랍 공화국 연방을 형성했음을 선언했지만 1977년에 탈퇴한다.

### 대사회주의 인민 리비아 아랍 자마히리야
1977년 3월 2일 무아마르 알 카다피는 리비아에 자마히리야 체제가 수립되었음을 선언했다. 자마히리야는 직접 민주주의, 아랍 민족주의, 사회주의, 이슬람주의의 영향을 받은 정치 철학을 반영한 정치 체제로서 무아마르 알 카다피의 저서인 《녹색서(綠色書)》에 기술되어 있다.
카다피 정권은 반미주의에 입각하여 미국과 서방권을 상대로 로커비 사건 등 수차례의 테러를 감행했다. 그 결과 1986년에는 미국의 공습을 받기도 했었다. 그 이후로도 핵무기 개발과 인권 탄압 등으로 인해 리비아에 대한 서방 국가의 제재가 가해졌다. 리비아에 대한 서방 국가의 제재는 카다피가 서방에 대한 개방을 선언한 2003년까지 계속되었다.

### 반정부 시위와 리비아 내전
2011년 2월 15일 리비아를 42년 동안 통치해 온 강압적인 카다피 정권에 대한 일련의 평화적인 반정부 시위가 시작되었다. 반정부 시위의 물결은 리비아 전역으로 확대되며 봉기 수준으로 격화되었다. 반카다피 세력은 벵가지에 카다피 세력의 축출, 민주적인 선거를 목표로 하는 리비아 국가과도위원회를 설립하였다.
2011년 3월부터 본격적으로 전쟁 상태에 들어갔으며 그 후 치열한 공방전이 전개되었다. 2011년 8월 반카다피 세력이 리비아의 수도인 트리폴리를 장악하였다. 2011년 10월에는 반카다피 세력이 카다피의 고향인 시르테를 공격하였다. 2011년 10월 20일에 카다피가 시르테에서 반카다피 세력에 의해 사살되어 자마히리야는 소멸되었다.

## 지도자 목록

### 최고 지도자
| 대 | 사진           | 이름                                              | 임기            | 임기           | 직위                  | 정당                             |
| 대 | 사진           | 이름                                              | 취임일          | 퇴임일         | 직위                  | 정당                             |
| -- | -------------- | ------------------------------------------------- | --------------- | -------------- | --------------------- | -------------------------------- |
| 1  |                | 무아마르 카다피 (1942 ~ 2011.10.20) معمر القذافـي | 1969년 9월 1일  | 1979년 3월 2일 | 혁명지도평의회의 의장 | 리비아 아랍사회주의연합 ↓ 무소속 |
| -  | 1979년 3월 2일 | 무아마르 카다피 (1942 ~ 2011.10.20) معمر القذافـي | 2011년 8월 23일 | 국가 원수      |                       | 리비아 아랍사회주의연합 ↓ 무소속 |

### 총인민회의 서기장
총인민회의 서기장은 1977년 이후 카다피 지배하의 리비아에서 헌법상 국가 원수의 지위를 가졌다. 리비아의 주요 입법 기관이자 최고 집행 기관이었으며, 총인민위원회, 장관 또는 총리에 대한 집행 권한을 대부분 위임받았다. 2011년 카다피의 축출로 폐지되었다.
| 재임 기간                              | 인물 이미지 | 인물 이름                                    | 소속 정당 | 비고 |
| -------------------------------------- | ----------- | -------------------------------------------- | --------- | ---- |
| 대사회주의 인민 리비아 아랍 자마히리야 |             |                                              |           |      |
| 1977년 3월 2일 ~ 1979년 3월 2일        |             | 무아마르 카다피, 총인민회의 서기장           | 무소속    |      |
| 1979년 3월 2일 ~ 1981년 1월 7일        |             | 압둘 아티 오베이디, 총인민회의 서기장        | 무소속    |      |
| 1981년 1월 7일 ~ 1984년 2월 2일        |             | 무함마드 자루크 라잡, 총인민회의 서기장      | 무소속    |      |
| 1984년 2월 15일 ~ 1990년 10월 7일      |             | 미프타 우스타 우마르, 총인민회의 서기장      | 무소속    |      |
| 1990년 10월 7일 ~ 1992년 11월 18일     |             | 압둘 라자크 사우사, 총인민회의 서기장        | 무소속    |      |
| 1992년 11월 18일 ~ 2008년 3월 3일      |             | 무하마드 자나티, 총인민회의 서기장           | 무소속    |      |
| 2008년 3월 3일 ~ 2009년 3월 5일        |             | 미프타 무하메드 케바, 총인민회의 서기장      | 무소속    |      |
| 2009년 3월 5일 ~ 2010년 1월 26일       |             | 임바레크 샤메크, 총인민회의 서기장           | 무소속    |      |
| 2010년 1월 26일 ~ 2011년 8월 23일      |             | 무함마드 아부 콰심 즈와이, 총인민회의 서기장 | 무소속    |      |

## 같이 보기
- 리비아의 역사
- 무아마르 카다피
- 자마히리야